# Летопись Земли Молдавской

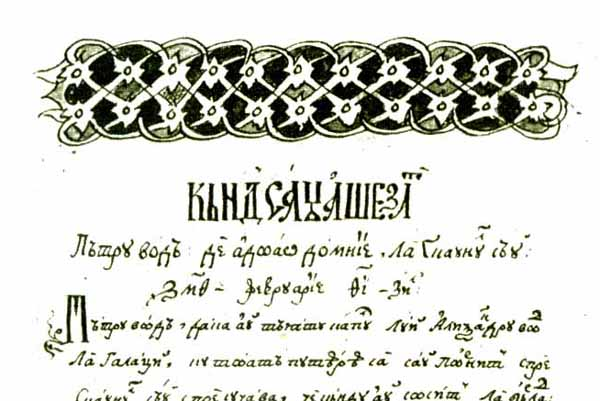
Страница из «Летописецул цэрий Молдовей…»

Летопись Земли Молдавской (Летописи Земли Молдавской отколь образовалось государство, о течении годов и о жизни господарей, повествующей от Драгоша-воеводы до Арона-воеводы; молд. Летописецул Цэрый Молдовей, де кынд с-ау дескэлекат цара ши де курсул анилор ши де вияца домнилор каря скрие де ла Драгош водэ пынэ ла Арон водэ) — историческая хроника (летопись), написанная молдавским боярином Уреке и описывающая основные исторические события Молдавского княжества на протяжении 235 лет, между правлением господарей Драгоша I и Арона (1359—1594). Летопись была создана в 1642—47 годах и является самой ранней из сохранившихся летописей на румынском языке
Помимо исторической ценности, «Летопись …» представляет собой и литературную ценность. Она является образцом эпического жанра, сочетая повествование, описание событий и словесные портреты исторических лиц, и тем самым воссоздавая общую картину средневекового княжества.

## История создания
Летопись написана боярином и видным сановником Молдавского княжества Григоре Уреке (ок. 1592—1647). Он начал работу над летописью в 1642 г. и, вероятно, работал над ней до самой своей смерти, поскольку летопись является незавершённой. Оригинал текста не сохранился. До настоящего времени дошли 22 списка (переписанные копии), переработанные и аннотированные переписчиками. Самые известные переработчики: Симион Даскэлул (рум. Simion Dascălul) (работал над летописью около 1660—1670 гг.), монах Мисаил (около 1670—1680 гг.) и приказной писарь Аксинте (1712). В течение длительного времени летопись существовала лишь в виде манускриптов, впервые будучи издана лишь в XX веке.
«Летопись …» является первой из серии т. н. «боярских хроник», написанных не монахами или придворными господаря, а представителями просвещённого боярства. Эти летописи написаны независимо от политического заказа и выражают общие настроения крупных землевладельцев. За летописью Уреке последовали труды Мирона Костина, Иоана Некулче, Николая Милеску (Спафария) и других.

## Охватываемый период
Летопись начинается с 1359 года, «отколь образовалось государство», и завершается в 1594 году, «когда пришёл Лобода с казачьим войском». Таким образом, хроника охватывает период в 235 лет.

## Структура и содержание летописи

### Основание государства
Подобно другим средневековым хроникам, «Летопись Земли Молдавской» начинается с информации об основания государства. Уреке повторяет легенду из более ранних летописей, согласно которым первое государственное образование на территории Молдавского княжества было создано венгерским вассалом воеводой Драгошем из Марамуреша. При этом Уреке добавил к ней несколько важных деталей: 
|                                              | Трансильванские пастухи путешествовали по горам со своими стадами и вышли на зверя, называемого bour (зубр). Начав охоту на него в горах вместе со своими собаками они вышли к реке Молдова. Там зверь устал, и они убили его у места, которое сейчас называется Boureni (Боурень). Они основали деревню и на герб страны поместили голову зубра. Собака, которая преследовала зверя, умерла, а так как её звали Молда, они назвали реку Молда, или Молдова, и всю страну тоже назвали по имени реки Молдовой |  | Umblându păstorii de la Ardeal, ce să chiiamă Maramoroș, în munți cu dobitoacile, au dat de o hiară ce să chiamă buor și după multă goană ce o au gonit-o prin munți cu dulăi, o au scos la șesul apei Moldovei. Acolea fiindu și hiara obosită, au ucis-o la locul unde să chiamă acum Buorénii, daca s-au discălicat sat. Și hierul țării sau pecetea cap de buor să însemnează. Și cățeaoa cu care au gonit fiara acéia au crăpat, pre carea o au chiemat-o Molda, iară apei de pre numele cățélii Moldii, i-au zis Molda, sau cumu-i zic unii, Moldova. Ajijdirea și țării, dipre numele apei i-au pus numele Moldova. |  |
| Текст: Letopisețul Țărâi Moldovei в Викитеке | |  | |  |

### Описание событий княжества
Основная часть летописи посвящена описанию внутренних событий княжества, таких как правление господарей, нашествия турок и татар, битвы и междоусобицы. Особенно подробно в летописи описаны годы правления господаря Стефана III и его борьба за независимость от турецкого владычества. В летописи приводится подробный словесный портрет Стефана:
|                                              | Был этот воевода Стефан человек роста невысокого, вспыльчивый и скорый до пролития невинной крови; много раз на пирах убивал без суда. В прочем же был характера цельного, не ленивый, и мысли его достигали таких пределов, о которых никто не догадывался. В военных делах мастер; при надобности лично шёл в бой и, видя его, не отступались; поэтому в редком бою не побеждал. И где побеждали его другие, там не терял дух, а упав, восставал над победителями. |  | Fost-au acestu Ștefan vodă om nu mare de statu, mânios și de grabu vărsătoriu de sânge nevinovat; de multe ori la ospéțe omorâea fără județu. Amintrilea era om întreg la fire, neleneșu, și lucrul său îl știia a-l acoperi și unde nu gândiiai, acolo îl aflai. La lucruri de războaie meșter, unde era nevoie însuși se vârâia, ca văzându-l ai săi să nu să indărăpteaze și pentru acéia, raru războiu de nu biruia. Și unde-l biruia alții, nu pierdea nădéjdea, că știindu-să căzut jos, să rădica deasupra biruitorilor. |  |
| Текст: Letopisețul Țărâi Moldovei в Викитеке | |  | |  |

Беспристрастное описание исторических событий и лиц чередуется в летописи с рассуждениями религиозно-нравственного характера о боге, добре, справедливости и т. д.

### Космология
Помимо хроники внутренних событий, летопись содержит и некоторые сведения о других странах. Эти сведения изложены в четырёх главах, которые прерывают хронологическое изложение на 1504 году, между описанием смерти господаря Стефана III и правлением его сына Богдана.
В этих главах последовательно описываются Польша (Речь Посполитая), Тартария (Монгольское государство и последующие ханства), Турция (Османская империя) и Венгерская земля (Трансильвания). Значительная часть текста является компиляцией автора на основе разных источников, в том числе исторически неточных и устаревших на момент написания летописи. При этом летопись Уреке является первой, в которой читателю даётся общее представление об окружающем Молдавское княжество мире.